# Paralimnophila (Paralimnophila) pallitarsis
Paralimnophila (Paralimnophila) pallitarsis is een tweevleugelige uit de familie steltmuggen (Limoniidae). De soort komt voor in het Neotropisch gebied.